# نوکیرشن ام گروسفندیگر
نوکیرشن ام گروسفندیگر (به آلمانی: Neukirchen am Großvenediger) یک منطقهٔ مسکونی در اتریش است که در ناحیه تسل آم زه واقع شده‌است. نوکیرشن ام گروسفندیگر ۱۶۵٫۸۶ کیلومتر مربع مساحت دارد ۸۵۸ متر بالاتر از سطح دریا واقع شده‌است.